# Stelletta solida
Stelletta solida är en svampdjursart som beskrevs av Tanita 1963. Stelletta solida ingår i släktet Stelletta och familjen Ancorinidae. Inga underarter finns listade i Catalogue of Life.